# Thorkil Ry Andersen
Thorkil Ry Andersen (geboren am 19. Juni 1912 in Aalborg; gestorben am 10. Juni 1994 in Risskov bei Aarhus) war ein dänischer Architekt, königlicher Bauinspektor und Maler.

## Leben
Ry Andersen war ein Sohn des Bankdirektors Christian Dithlev Andreas Andersen (1878–1960) und dessen Frau Helga Nicoline (geborene Larsen; 1881–1969). Er besuchte von 1930 bis 1934 die Technische Schule und studierte von 1933 bis 1937 an der Kunstakademie in Kopenhagen. Im Jahr 1934 nahm er mit Svend Fritz an ersten Ausgrabungen am Ringkloster bei Skanderborg teil.
Auf seinen zahlreichen Studienreisen besuchte er unter anderem 1934/1935 Marokko (mit der Architekturschule unter der Leitung von Kaj Gottlob), 1937 Österreich, die Tschechoslowakei und Ungarn, 1939 Paris, 1947 bis 1949 England und Schottland, wobei er sich mehrmals in London aufhielt, und 1950 nochmals Frankreich. Von 1939 bis 1940 arbeitete er als Angestellter bei Kjell Westin in Stockholm und anschließend bei Kaj Gottlob und in einem unabhängigen Architekturbüro in Aarhus.
In den Jahren 1939, 1941 bis 1945, 1948 und 1950 nahm er an Ausstellungen im Schloss Charlottenborg teil. Seit 1945 war er als leitender Architekt auf Schloss Marselisborg tätig. Er war zudem aktiv am Wiederaufbau mehrerer Gebäude nach der Bombardierung im Zweiten Weltkrieg beteiligt.
Seine frühe Werke waren sehr funktional ausgerichtet und zumeist mit schlichten, glatten Fassaden ausgestattet oder mit Klinkern der Firma Hasle verkleidet. Die Fenster schlossen dabei fast bündig mit der Fassade ab. Bei der Innenausstattung der Geschäfts- und Bürogebäude verwendete er viele Elemente aus Holz für die Verkleidung der Säulen oder für feste Einbauten. Für die Mehls Parfumeri verwendete er Spiegel und installierte an der Stirnwand ein abstraktes Gemälde, um dadurch Eleganz und Modernität und zugleich den Eindruck von Intimität zu vermitteln.
Als Maler stellte er auf seinen Werken neben Gebäuden auch südeuropäische Straßenszenen, Motive aus Skagen dar. Zudem fertigte er fantasievolle Collagen aus Fundstücken, die am Strand angeschwemmt worden waren. Er lebte mehrere Jahre in einem Gebäude des von ihm entworfenen Tretommerparken, einer Wohnsiedlung in Risskov, in der er auch sein Designstudio hatte.
Ry Andersen war als begeisterter Fan alter Automobile und Motorräder Mitglied im Dansk Veteranbil Klub und war an mehreren Veröffentlichungen zu diesen Fahrzeugen beteiligt, für die er auch Zeichnungen anfertigte. Für das Werk The complete encyclopedia of motorcars, 1885 to the present von George Nicholas Georgano schrieb er unter dem Kürzel TRN mehrere Beiträge zu Oldtimern.

## Familie
Ry Andersen heiratete am 22. April 1950 Aase Ruth (geborene Sørensen, * 22. Oktober 1919), eine Tochter des Hotelbesitzers Ejnar Randinius Nicolai Sørensen und dessen Frau Rosa Anna Laursine.
Sein jüngerer Bruder war der Mediziner Sigurd Ry Andersen (22. März 1915 – 22. Juni 2004), der mit der Opernsängerin Monna Elisabeth (geborene Sjøreen; 19. März 1912 – 18. Januar 1996) verheiratet war. Der dänische Musikmanager und Politiker Kim Ry Andersen war sein Neffe.

## Werke (Auswahl)
- 1941–1951: Verwaltungsgebäude und Automatenzentrale der Jysk Telefon Aktieselskab, Fiskergade
- 1943: Sæbepulverfabrik for A/S H. C. Møller, Frederiksgade 53, (Seifenpulverfabrik)
- 1944: Mehls Parfumeri, Store Torv
- 1947 und 1951: Filialen der Aarhus Privatbank in Hojbjerg und Trejborg
- 1947–1949: Forretningsejendommen Ankerhus, Søndergade 1 A
- 1948: Rækkehuse, Saralyst (mit Jørgen Juul Møller und M. Klinge)
- 1948: Aarhuus Stiftstidendes Bladcentral, Banegaardspladsen
- 1951–1952: Entwurf und Ausführung für den Tretommerparken, eine Wohnsiedlung in Risskov

Schriften
- Butik for Mehls Parfumerie, Aarhus. In: Arkitekten. 47. Jahrgang, Kopenhagen 1945 (dänisch).
- mit Niels Christian Skjøth: Administrationsbygning for Jydsk Telefon-Aktieselskab, Århus. In: Arkitekten. 51. Jahrgang, Nr. 9, Kopenhagen 1949, S. 159–164 (dänisch, Textarchiv – Internet Archive).
- Moderne byggeri i Aarhus. In: Bygge og Bo. 16. Jahrgang, Heft 2–3, 1950 (dänisch).
- Tretommerparken. In: Arkitekten. 58. Jahrgang, Kopenhagen 1956.
- Danske Biler og Motorcykler 1900–1920. Alfred Hassings Forlag 1969 (dänisch).
- Man drejer håndsvinget til motoren går. Notabene, Kopenhagen 1988, ISBN 87-7490-296-2 (dänisch).
- Den jyske begyndelse. In: Bilhistorisk tidsskrift. Nr. 110, 1992 (dänisch).